# Truck Simulator
Truck Simulator — серия компьютерных игр в жанре автосимулятора грузовых перевозок, разрабатывающаяся чешской компанией SCS Software.
Truck Simulator пришла на смену другой серии игр о грузовых автомобилях — 18 Wheels of Steel. Все игры серии используют игровой движок Prism3D.
Некоторые игры серии Truck Simulator на территории России и стран СНГ издавались компанией «Акелла».

## Игры серии

### Euro Truck Simulator (2008)
В России издана как «С грузом по Европе» компанией «Акелла». Первая часть серии игр, вышедшая в 2008 году.

### German Truck Simulator (2010)
В России издана как «С грузом по Европе 2: Автобаны Германии» компанией «Акелла». Вторая часть серии, вышедшая в 2010 году;

### UK Truck Simulator (2010)
В России издана как UK Truck Simulator компанией «Акелла». Третья часть серии игр, вышедшая в 2010 году. Нередко UK Truck Simulator входит в списки лучших симуляторов грузовых автомобилей, наряду со своими «родственными» играми.

### Euro Truck Simulator 2 (2012)
В России издана компанией SCS Software в Steam. Четвёртая часть, вышедшая в 2012 году.

### American Truck Simulator (2016)
В России издана компанией SCS Software в Steam. Пятая часть серии игр, вышедшая в 2016 году.